# Myrsine elliptica
Myrsine elliptica är en viveväxtart som beskrevs av Egbert Hamilton Walker. Myrsine elliptica ingår i släktet Myrsine och familjen viveväxter. Inga underarter finns listade i Catalogue of Life.